# Première dame du Rwanda
 (avril 2024).
La mise en forme du texte ne suit pas les recommandations de Wikipédia : il faut le « wikifier ».
Les points d'amélioration suivants sont les cas les plus fréquents. Le détail des points à revoir est peut-être précisé sur la page de discussion.
- Les titres sont pré-formatés par le logiciel. Ils ne sont ni en capitales, ni en gras.
- Le texte ne doit pas être écrit en capitales (les noms de famille non plus), ni en gras, ni en italique, ni en « petit »…
- Le gras n'est utilisé que pour surligner le titre de l'article dans l'introduction, une seule fois.
- L'italique est rarement utilisé : mots en langue étrangère, titres d'œuvres, noms de bateaux, etc.
- Les citations ne sont pas en italique mais en corps de texte normal. Elles sont entourées par des guillemets français : « et ».
- Les listes à puces sont à éviter, des paragraphes rédigés étant largement préférés. Les tableaux sont à réserver à la présentation de données structurées (résultats, etc.).
- Les appels de note de bas de page (petits chiffres en exposant, introduits par l'outil «  Source ») sont à placer entre la fin de phrase et le point final[comme ça].
- Les liens internes (vers d'autres articles de Wikipédia) sont à choisir avec parcimonie. Créez des liens vers des articles approfondissant le sujet. Les termes génériques sans rapport avec le sujet sont à éviter, ainsi que les répétitions de liens vers un même terme.
- Les liens externes sont à placer uniquement dans une section « Liens externes », à la fin de l'article. Ces liens sont à choisir avec parcimonie suivant les règles définies. Si un lien sert de source à l'article, son insertion dans le texte est à faire par les notes de bas de page.
- La présentation des références doit suivre les conventions bibliographiques. Il est recommandé d'utiliser les modèles {{Ouvrage}}, {{Chapitre}}, {{Article}}, {{Lien web}} et/ou {{Bibliographie}}. Le mode d'édition visuel peut mettre en forme automatiquement les références.
- Insérer une infobox (cadre d'informations à droite) n'est pas obligatoire pour parachever la mise en page.

Pour une aide détaillée, merci de consulter Aide:Wikification.
Si vous pensez que ces points ont été résolus, vous pouvez retirer ce bandeau et améliorer la mise en forme d'un autre article.
La Première Dame du Rwanda est le titre officiel attribué à l'épouse du président du Rwanda. L'actuelle première dame du pays est Jeannette Kagame, épouse du président Paul Kagame, qui occupait ce poste depuis le 24 mars 2000.

## Premières dames du Rwanda
| Nom                            | Portrait | Début du mandat  | Mandat terminé  | Président             | Remarques |
| ------------------------------ | -------- | ---------------- | --------------- | --------------------- | --- |
| Vérédiana Mukagatare Kayibanda |          | 1er juillet 1962 | 5 juillet 1973  | Grégoire Kayibanda    | Le président Kayibanda a été renversé lors du coup d'État rwandais de 1973 . Grégoire et Vérédiana Kayibanda ont été emprisonnés par la dictature de Juvénal Habyarimana à la suite du coup d'État. Vérédiana Kayibanda décède en résidence surveillée le 13 octobre 1974. |
| Agathe Habyarimana             |          | 5 juillet 1973   | 6 avril 1994    | Juvénal Habyarimana   | |
| Vérédiane Sindikubwabo         |          | 9 avril 1994     | 19 juillet 1994 | Théodore Sindikubwabo | |
| Serafina Bizimungu             |          | 19 juillet 1994  | 23 mars 2000    | Pasteur Bizimungu     | |
| Jeannette Kagame               |          | 22 avril 2000    |                 | Paul Kagame           | Première dame sortante . |